# 家賃
家賃（やちん）は、賃貸住宅を始めとする賃貸物件の賃貸借契約に基づく物件の使用における対価のこと。借用者が物件の所持者（管理者）に対して支払うものを指し、通常は通貨で支払われる。

## 設定の基準
家賃の額は物件の構造や立地条件、地価、需要などに基づいて周囲の物件と相対的に設定されることが一般的である。ただ、国や自治体などが管理する公営住宅は若干家賃が低めに設定されているが、入居に何らかの条件を要することがある。
家賃の他にも、物件を借用する際に必要となる金銭が存在する場合がある。借用時に支払う敷金・礼金や、時期は場合により異なるが物件の改修時のために「管理費用」の名目で積立などを行う場合がこれに当たる。

## 支払い条件
家賃は物件を借用している期間の分を支払うこととなるが、支払いの方法はいくつかある。中でも借用する際に期間分を一括で支払う方法（前払い）や、借用している間に定期的に支払い続ける方法が多く用いられている。後者の支払方法において支払うべき期日に支払わないことを滞納と呼ばれている。家賃の滞納が発生すると物件所持者は直ちに支払を催促することになる。借地借家法により居住権は相当有利に保護されているが、長期に渡って又は頻繁に滞納が続くと、物件所持者は、大きな金銭的損害を被るため、信頼関係の崩壊等を根拠に賃貸借契約の解除通知を発信し、居住者に退去を要求することになる。それでも居住者が立ち退かない場合、物件管理者により立退訴訟が提訴され、解除通知が有効との判決が下れば、強制退去が裁判所によって行われることとなる。
家賃(住宅の貸付け)に対しては消費税は非課税である。(消費税法別表第一13号)
そのため、事務所や店舗、また工場や倉庫、駐車場などの家賃は課税対象となる。
なお、欧米では必ず政府の家賃補助政策があるが、日本には政府の家賃補助政策がないとされる。

## 家賃と社会
家賃の値下げを求める社会運動を借家人運動と呼ぶ。また家賃や地代をそもそも払わずに土地や建物を不法に占有するものを世界的にはスコッターと呼ぶ。特に西側諸国では、スコッターはアナキスト、自治主義、社会主義などの運動に結び付けられて語られることもある。

## 派生した俗語
- 家賃が高い

大相撲の隠語で、自分の実力以上に番付が上がってしまい負けが込む状態を指している。現在では他の勝負の世界でも使われるようになり、順位戦でランク付けされる将棋界や、プロ野球などでは二軍の選手が一軍に上がって低迷している状態などにも使われる場合がある。もともとは、身分不相応の家を借りて家賃が払えないという意味に由来している。